# Topher Ngo
Topher Ngo es un actor y cantante estadounidense de ascendencia vietnamita nacido en Los Ángeles, California. Es conocido por dar voz al personaje de Aaron T. de la película animada de Pixar, Turning Red (2022), y también por participar en la banda sonora de la misma película, dónde aparece en 3 canciones.

## Filmografía
| Año  | Título      | Nota                        |
| ---- | ----------- | --------------------------- |
| 2019 | Scars       | Cortometraje                |
| 2022 | Turning Red | Interpreta a Aaron T. (voz) |